# Cantuaria huttoni
Cantuaria huttoni är en spindelart som först beskrevs av O. Pickard-Cambridge 1879.  Cantuaria huttoni ingår i släktet Cantuaria och familjen Idiopidae. Inga underarter finns listade.